# Selecció de bàsquet de República Dominicana

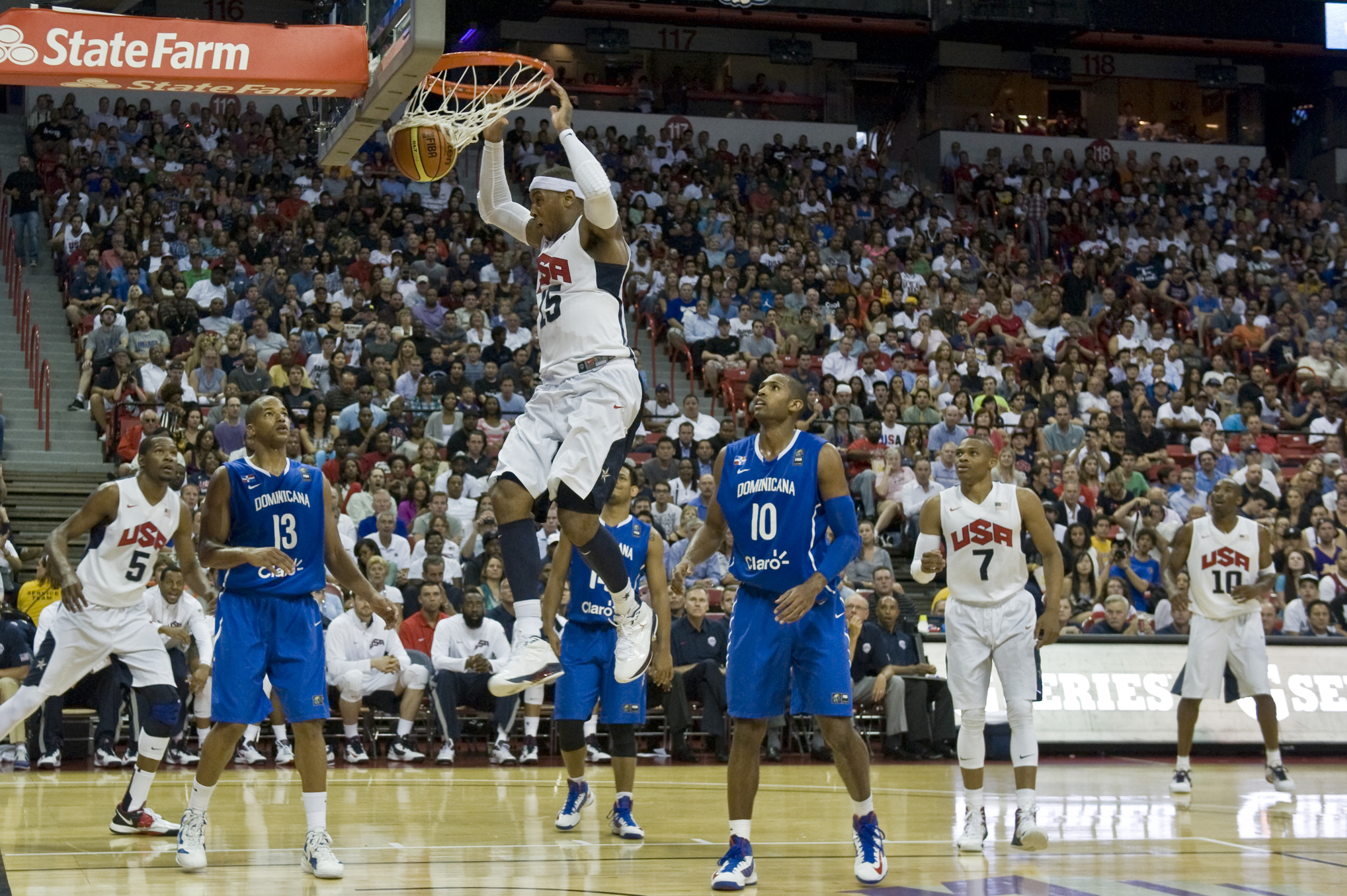
La selecció dominicana (de blau) contra els Estats Units el 2012.

La Selecció de bàsquet de la República Dominicana és l'equip format per jugadors de dominicans que representen la Federació Dominicana de Bàsquetbol a les competicions internacionals organitzades per la Federació Internacional de Bàsquet (FIBA) i el Comitè Olímpic Internacional (COI): els Jocs Olímpics, el Campionat mundial de Bàsquet i la FIBA AmeriCup. Pertany a la zona FIBA Amèrica.

## Classificacions

### Campionats mundials
- 1978 - 12
- 2014 - 13
- 2019 - 16
- 2023 - 14

### Campionats americans
- 1984 - 9
- 1989 - 6
- 1993 - 9
- 1995 - 7
- 1997 - 9
- 1999 - 7
- 2003 - 8
- 2005 - 6
- 2009 - 5
- 2011 -  3
- 2013 - 4
- 2015 - 6
- 2017 - 7

### Campionats centre-americans
- 1969 - 5
- 1971 - 4
- 1973 - 7
- 1975 - 4
- 1977 -  1
- 1981 - 5
- 1985 - 6
- 1987 - 4
- 1989 - 5
- 1993 - 4
- 1995 -  2
- 1997 -  3
- 1999 -  3
- 2001 - 5
- 2003 -  2
- 2004 -  1
- 2006 - 5
- 2008 -  3
- 2010 -  2
- 2012 -  1
- 2014 -  3
- 2016 -  3

### Jocs Panamericans
- 1979 - 9
- 1983 - 9
- 1999 - 6
- 2003 -  2
- 2011 - 4
- 2015 - 4
- 2019 - 4

## Jugadors destacats
Fonts:
- Francisco García
- Karl-Anthony Towns
- Al Horford
- Charlie Villanueva
- Eulis Báez
- Felipe López
- Chris Duarte
- Chicho Sibilio